# Felix Rehbock
Felix Rehbock OMI (* 1971 in Papenburg) ist ein katholischer Ordenspriester. Er war vom 26. Mai 2019 bis 11. Mai 2025 der dritte Provinzial der mitteleuropäischen Provinz der Oblaten (Deutschland, Österreich und Tschechien). Er hatte seinen Sitz im Provinzialat des Ordens im St. Bonifatiuskloster in Hünfeld.
Er lernte die Ordensgemeinschaft der Oblaten der Unbefleckten Jungfrau Maria während seiner Schulzeit im St. Nikolauskloster kennen. 1994 trat er dem Orden bei und studierte nach dem Noviziat in Mainz und Madrid, bevor er 2000 in Hünfeld die Priesterweihe empfing. Anschließend war Rehbock in München und Zwickau als Kaplan sowie in Hünfeld und Burlo (Kloster Mariengarden) als Jugend- und Schulseelsorger tätig. 2012 folgte er Pater Andreas Petith (OMI) als Rektor des Nikolausklosters in Jüchen, der ihn 2019 wiederum ablöste. Am 14. Januar 2019 wurde er durch den Generaloberen der Oblaten, Pater Louis Lougen zum Provinzial der mitteleuropäischen Provinz ernannt. Er wurde am 26. Mai 2019 in sein Amt eingeführt und folgte damit Pater Stefan Obergfell nach. Nach einmaliger Verlängerung den Ordensregularien entsprechend endete Rehbocks Amtszeit am 11. Mai 2025. Sein Nachfolger als Provinzial ist Pater Christoph Heinemann.